# Krystyna Wojtczak
Krystyna Wojtczak – polska prawnik, doktor habilitowana nauk prawnych, specjalizuje się w prawie administracyjnym i nauce o administracji, nauczyciel akademicki Uniwersytetu im. Adama Mickiewicza w Poznaniu.

## Życiorys
Prawo i administrację ukończyła w 1976 na Wydziale Prawa i Administracji UAM, gdzie została następnie zatrudniona i zdobywała kolejne awanse naukowe. Stopień doktorski uzyskała w 1985 na podstawie pracy pt. Pozycja wojewody w świetle przepisów prawa (promotorem był Zbigniew Leoński). Habilitowała się w 1999 na podstawie oceny dorobku naukowego i rozprawy Zawód i jego prawna reglamentacja. Studium z zakresu materialnego prawa administracyjnego. Pracuje jako profesor nadzwyczajny w Katedrze Prawa Administracyjnego i Nauk o Administracji na Wydziale Prawa i Administracji UAM. Wykładała jako profesor w Wyższej Szkole Biznesu w Pile oraz Wyższej Szkole Bankowej w Poznaniu.
Jest redaktor naczelną czasopisma naukowego "Studia Prawa Publicznego" wydawanego przez macierzysty wydział. Prodziekan macierzystego wydziału w kadencjach 2008-2012 (ds. studiów niestacjonarnych) i 2012-2016 (ds. kształcenia). Należy do Poznańskiego Towarzystwa Przyjaciół Nauk. W latach 1994–2010 radca prawny. 

## Wybrane publikacje
- Prawo i administracja, tom 7 (red.), wyd. 2008, ISBN 978-83-61287-25-4
- Prawo i administracja, tom 9 (red.), wyd. 2010, ISBN 978-83-61287-50-6
- Zawód i jego prawna reglamentacja. Studium z zakresu materialnego prawa administracyjnego, wyd. 1999, ISBN 83-87148-22-9
- ponadto rozdziały w pracach zbiorowych i artykuły w czasopismach prawniczych, m.in. w "Ruchu Prawniczym, Ekonomicznym i Socjologicznym"